# Chakra (JavaScript引擎)
Chakra是由微软為其Microsoft Edge網頁瀏覽器開發的JavaScript引擎。它是Internet Explorer中使用的JScript引擎的一個分支。2015年12月5日，微软宣布將Chakra的核心元件開放原始碼並命名為ChakraCore。

## 支持标准
Chakra 支持 ECMAScript 5.1 和部分 ECMAScript 2015的特性

## 开源情况
在2015年12月5日发布公告后，微软于2016年1月13日，以MIT协议，在GitHub开源了ChakraCore。相较于原始版本的Chakra引擎，ChakraCore移除了与平台相关的代码（如UWP平台支持等）。
此外，微软还在GitHub上创建了使用Chakra引擎的node.js版本，如今已停止开发。